# Starý Týn
Starý Týn (německy Altthein) je vesnice, část města Úštěku v okrese Litoměřice. Nachází se asi dva kilometry severozápadně od Úštěku. Starý Týn je také název katastrálního území o rozloze 2,07 km². Zástavba vsi je od roku 1995 chráněna jako vesnická památková rezervace.

## Historie
První písemná zmínka o vesnici pochází z roku 1057.

## Obyvatelstvo
Při sčítání lidu v roce 1921 zde žilo 195 obyvatel (z toho 98 mužů), z nichž bylo třináct Čechoslováků a 182 Němců. Kromě deseti evangelíků byli římskými katolíky. Podle sčítání lidu z roku 1930 měla vesnice 191 obyvatel: deset Čechoslováků, 180 Němců a jednoho cizince. Až na šest evangelíků se hlásili k římskokatolické církvi.
|                                                                   | 1869 | 1880 | 1890 | 1900 | 1910 | 1921 | 1930 | 1950 | 1961 | 1970 | 1980 | 1991 | 2001 | 2011 |
| ----------------------------------------------------------------- | ---- | ---- | ---- | ---- | ---- | ---- | ---- | ---- | ---- | ---- | ---- | ---- | ---- | ---- |
| Obyvatelé                                                         | 193  | 220  | 218  | 214  | 191  | 195  | 191  | 122  | 113  | 101  | 139  | 140  | 125  | 123  |
| Domy                                                              | 43   | 43   | 47   | 46   | 46   | 45   | 44   | 35   | .    | 29   | 28   | 37   | 40   | 48   |
| Počet domů z roku 1961 je zahrnut v domech místní části Držovice. |      |      |      |      |      |      |      |      |      |      |      |      |      |      |

## Pamětihodnosti
- Domy čp. 10, 15, 20 a 48
- Usedlosti čp. 21 a 22
- Stodola u domu čp. 41